# Callozostron
Callozostron är ett släkte av koralldjur. Callozostron ingår i familjen Primnoidae.
Kladogram enligt Catalogue of Life:
| Callozostron | \| \| Callozostron acanthodes \| \| \| \| \| \| Callozostron carlottae \| \| \| \| \| \| Callozostron diplodiadema \| \| \| \| \| \| Callozostron mirabilis \| \| \| \| |
|              | \| \| Callozostron acanthodes \| \| \| \| \| \| Callozostron carlottae \| \| \| \| \| \| Callozostron diplodiadema \| \| \| \| \| \| Callozostron mirabilis \| \| \| \| |
|              | Callozostron acanthodes |
|              | |
|              | Callozostron carlottae |
|              | |
|              | Callozostron diplodiadema |
|              | |
|              | Callozostron mirabilis |
|              | |